# Pallavolo ai Giochi sudamericani
La pallavolo è presente nel programma dei Giochi sudamericani a partire dalla prima edizione di La Paz nel 1978. Dopo due edizioni dei giochi viene tolta dal programma per poi essere riammessa alla nona edizione di Medellín, nel 2010. Sin dalla prima edizione vengono disputati due tornei, uno riservato alle squadre maschili, l'altro alle nazionali femminili.